# Galshar
Le Galshar, ou Galshir, est un type de la race du cheval mongol, un cheval des steppes plus fin et rapide que ce dernier, adapté à la course. Comme son nom l'indique, il provient certainement du district de Galshar, dans l'Est de la Mongolie. Il est utilisé en croisement pour améliorer les autres chevaux mongols. La race est assez peu diffusée, bien qu'il ne pèse sur elle aucune menace d'extinction.

## Histoire
Le nom « Galshar » est couramment employé pour désigner une lignée de chevaux mongols particulièrement rapides. Il constitue l'une des cinq lignées répertoriées chez le cheval Mongol, entre autres par CAB International, et provient plus particulièrement de l'Est du pays.
Il est vraisemblable que la race provienne de la région mongole du même nom, célèbre pour la qualité des chevaux qui s'y élèvent depuis la fin des années 1960. Les nomades locaux y sont particulièrement conscients de la valeur de leurs chevaux.
Depuis la fin de la période socialiste, le terme « chevaux de Galshar » a évolué pour venir à désigner une sorte de « marque » parmi les chevaux mongols.

## Description
Des différences de morphologie, de taille, de couleur de robe, de vitesse, d'endurance et de productivité existent entre les lignées de chevaux mongols,. Le Galshar toise de 1,28 m à 1,31 m selon l'étude de CAB International. Il présente un modèle plus mince que le cheval mongol classique, avec une tête légère et de petites oreilles.

## Utilisation
C'est essentiellement un cheval de course. Il est aussi employé en croisement avec les autres chevaux mongols, car considéré comme une ressource génétique amélioratrice.

## Diffusion de l'élevage
Le Galshar est une race indigène à la Mongolie. En 2002, les effectifs recensés pour l'Organisation des Nations unies pour l'alimentation et l'agriculture se montent à 4 000 têtes. En revanche, la lignée semble globalement assez rare, le recensement de 2004 ne donnant que 4 hardes, et précisant que la race n'est pas largement utilisée et diffusée.
L'étude menée par l'université d'Uppsala en 2010 considère le Galshar comme une race de chevaux asiatique locale, qui n'est pas menacée d'extinction.